# Mnemosyne oblongostriata
Mnemosyne oblongostriata är en insektsart som beskrevs av Van Stalle 1987. Mnemosyne oblongostriata ingår i släktet Mnemosyne och familjen kilstritar. Inga underarter finns listade i Catalogue of Life.